# This Freedom
This Freedom es una coproducción entre Estados Unidos y Gran Bretaña de 1923, dirigida por Denison Clift, y protagonizada por Clive Brook, Fay Compton y John Stuart.

## Elenco
- Fay Compton:  Rosalie Aubyn
- Clive Brook:  Harry Occleve
- [John Stuart (actor)|John Stuart]]:  Huggo Occleve
- Athene Seyler:  Miss Keggs
- Nancy Kenyon:  Doda Occleve
- Gladys Hamer:  Gertrude
- Fewlass Llewellyn:  Reverend Aubyn
- Adeline Hayden Coffin:  Mrs. Aubyn
- Mickey Brantford:  Robert
- Bunty Fosse:  Rosalie, as a Child
- Joan Maude:  Hilda
- Charles Vane:  Uncle Pyke
- Gladys Hamilton:  Aunt Belle
- Robert English]:  Mr. Field
- Charles Hawtrey:  (no reconocido)

## Otros créditos
- Color: Blanco y negro
- Sonido: Muda
- Nacionalidad: Gran Bretaña y Estados Unidos

## Enlaces
- https://web.archive.org/web/20050527135805/http://207.171.166.140/title/tt0015401/
- Elenco

- Datos: Q7785715